# Tổng giáo phận Medan
Tổng giáo phận Medan (tiếng Indonesia: Keuskupan Agung Medan; tiếng Latinh: Archidioecesis Medanensis) là một tổng giáo phận của Giáo hội Công giáo Rôma, với tòa giám mục đặt tại thành phố Medan ở Indonesia.